# Programa de reproducción y preservación del Oso Frontino
Programa de reproducción y preservación del Oso Frontino fue un proyecto y una ONG ambientalista conocida internacionalmente por su rol de protección, conservación y reproducción del Oso frontino (Tremarctos ornatus) de los Andes en Venezuela.
Fundado el 9 de agosto de 1990, como parte del Zoológico Gustavo Rivera y financiado por la extinta empresa petrolera Maraven, S.A. y posteriormente por PDVSA; En 1995 lograron la reproducción en cautiverio por primera vez en Sudamérica del Tremarctos ornatus, especie que se encuentra en peligro de extinción en Venezuela y es una especie sombrilla ya que su protección permite proteger grandes extensiones de bosques alto andino, páramos y lagunas, así como la fauna y flora que se encuentran en estos ecosistemas. Asimismo, su papel ecológico es vital como dispersor de semillas, depredador, polinizador y al derribar arbustos es un dinamizador del bosque.

## Historia
El programa dio su inició oficial el 9 de agosto de 1990, bajo la dirección del matrimonio:Marisabel Santana y Agustín Santana junto a la médico veterinario: Eddy Marín, con la llegada del ejemplar macho llamado Pacheco, un oso frontino de siete años de edad que era mascota en una hacienda y el cual se encontraba con una condición de ceguera. El 5 de mayo de 1991 llega la ejemplar hembra llamada Goggles nacida en el Zoológico de Calgary en Canadá, pero donada a Paraguaná desde el Chicago Lincoln Park Zoological Gardens de Estados Unidos.
A finales de septiembre de 1992, Marín y los Santana serían autorizados para rescatar un osezno macho, durante la inundación de un tramo de la represa Uribante-Caparo en el estado Táchira. El ejemplar llegaría a Paraguaná el 4 de octubre de 1992; no fue hasta el 5 de octubre de 1995 cuando Goggles parió al primer Oso frontino nacido en cautiverio en la historia de Venezuela, una osezna que fue bautizada como "Paraguaná", siendo esto un gran avance en la investigación y la educación para la preservación de esta especie.
El 20 de noviembre de 1997, nacerian los gemelos oseznos, un macho y una hembra, llamados Coro y Judibana, este es el primer parto de gemelos oseznos registrado en Latinoamérica, respectivamente, Judibana sería enviada al Parque Zoológico y Botánico Bararida en el estado Lara donde formó parte de un programa de reproducción y fue rebautizada como "Chiquinquirá" mientras que el oso coro sería enviado al Zoológico de Maracaibo en el Zulia, este falleció en el 2001. Los osos Manuel y Paraguaná, también tendrían como descendencia a los osos: Blanquita, Barunu y Bariqui este último se encuentra en el Parque Zoológico Chorros de Milla en Mérida.
El 6 de enero de 2023 falleció  a sus 31 años el Oso Manuel de Uribante dando como final al programa en Paraguaná y que concreto las bases para la conservación de esta especie en Venezuela.

## Manuel de Uribante
Manuel de Uribante fue un ejemplar de oso frontino del Zoológico de Paraguaná. Con un importante rol en el desarrollo del Programa de reproducción y preservación del Oso Frontino. Fue bautizado en honor a uno de sus rescatadas y junto a la osa Paraguaná procreo 6 ejemplares de oso.
En 2011 fue diagnosticado con degeneración articular, falleció en el 6 de enero de 2023 de vejez.

## Galería

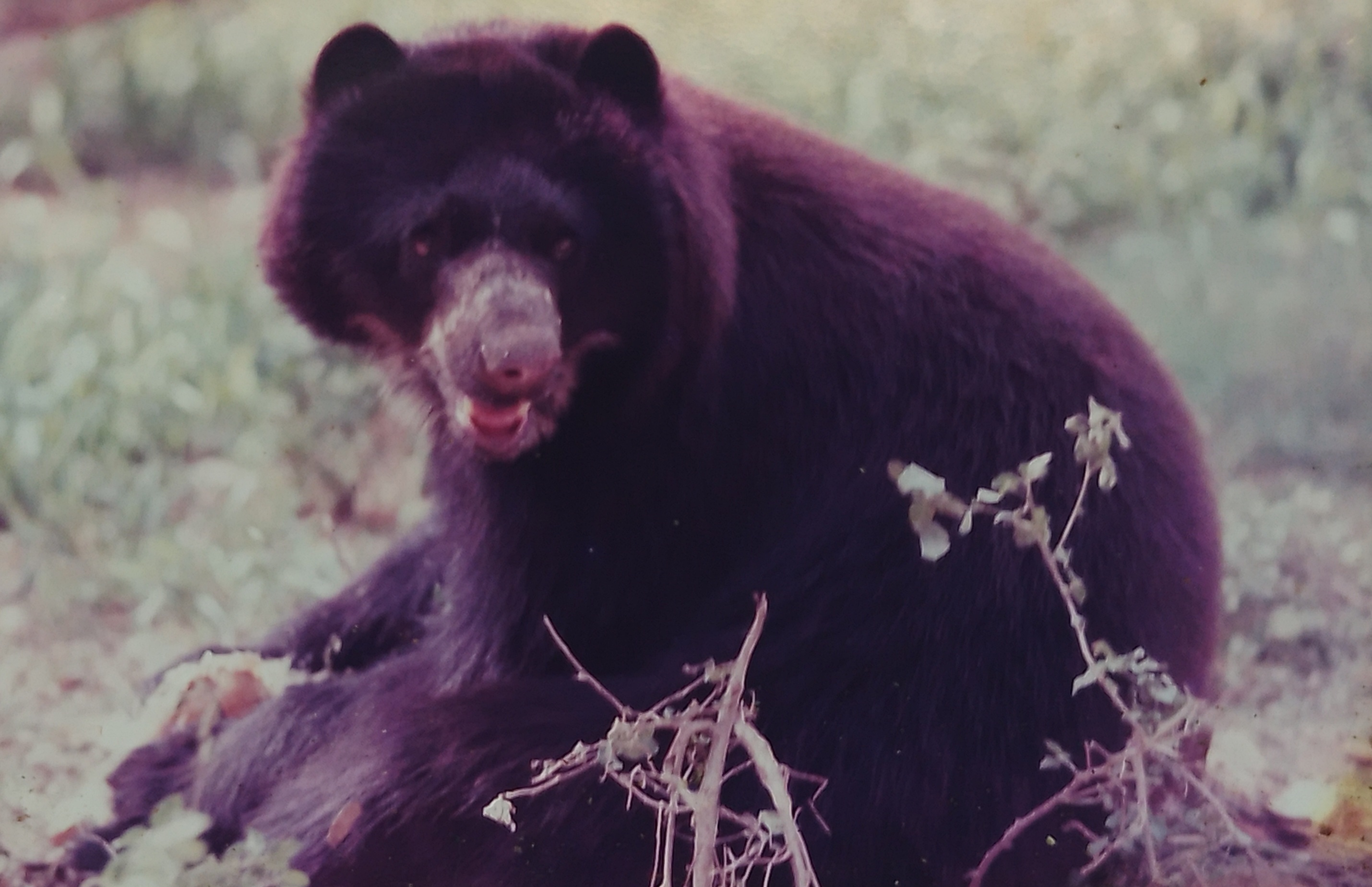
Pacheco, el oso frontino
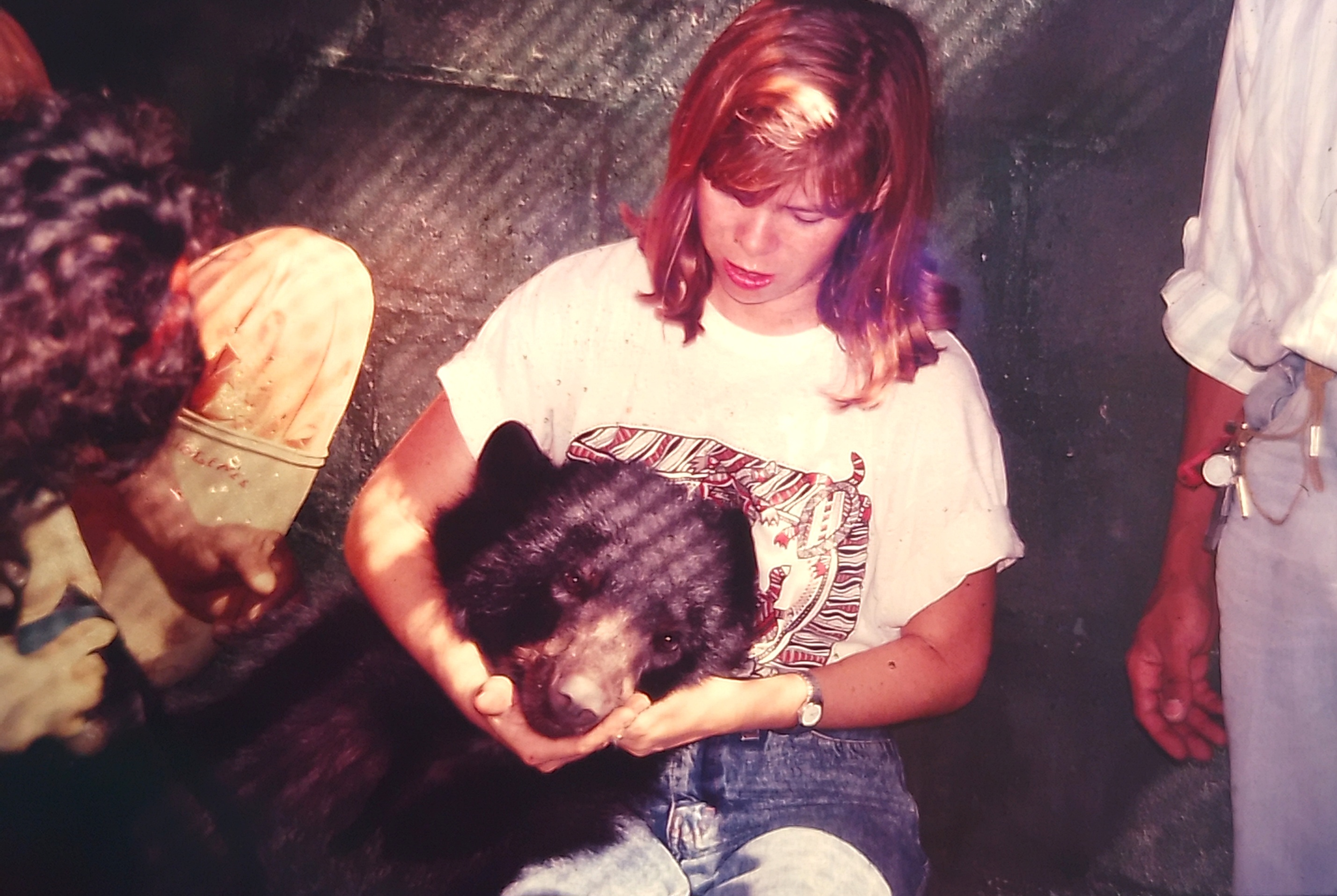
Revisión de Oso frontino
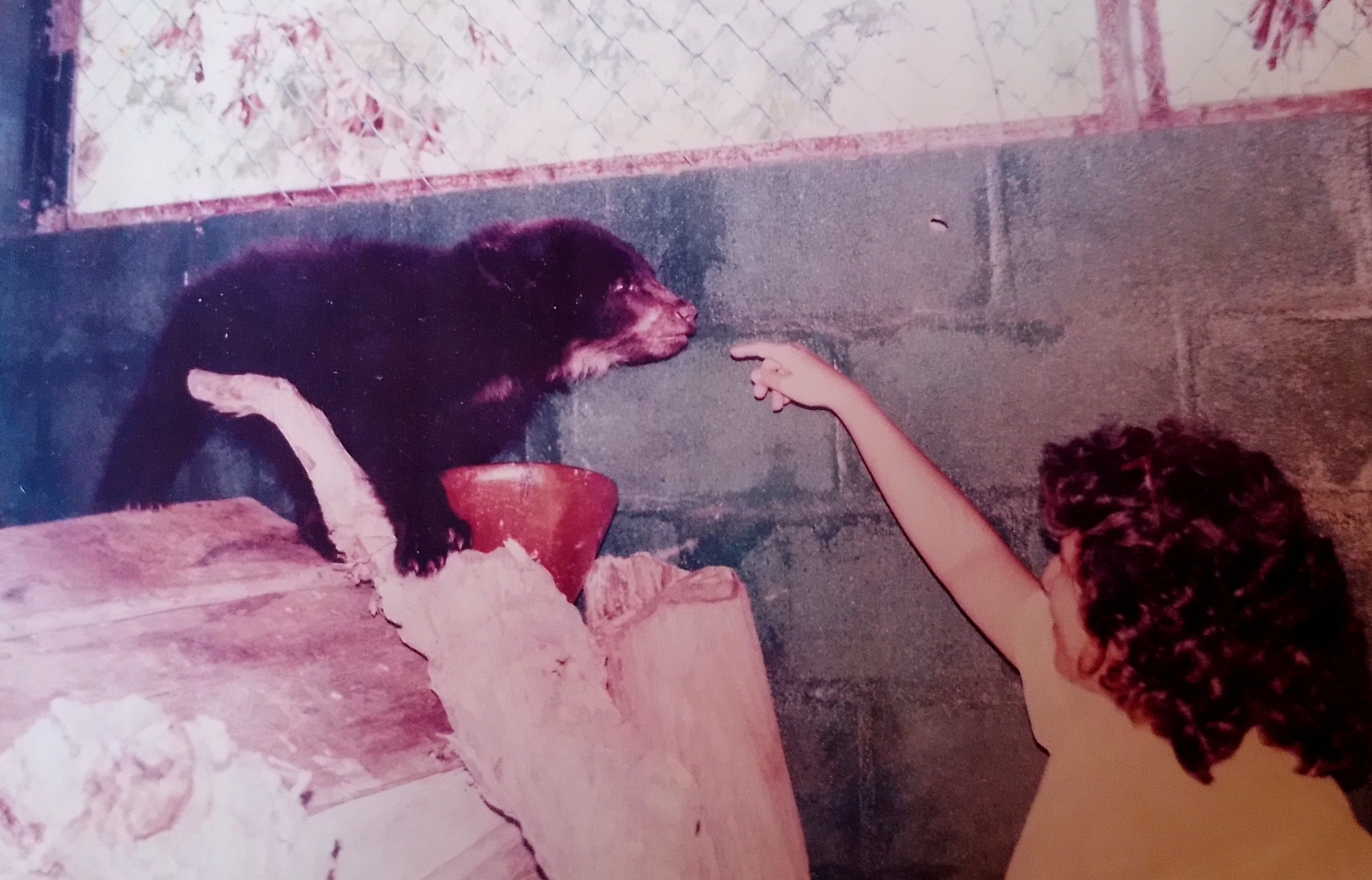
Oso Manuel de Uribante